# Pablo Sisniega
Pablo Eduardo Sisniega Fink, noto semplicemente come Pablo Sisniega (Città del Messico, 7 luglio 1995), è un calciatore messicano, portiere del San Diego.

## Carriera
Cresciuto nelle giovanili del Guadalajara, dal 2009 al 2012 milita nel Philadelphia Union prima di approdare in Europa fra le file della Real Sociedad; nel 2014 viene aggregato alla squadra riserve con cui fa il suo esordio il 31 agosto in occasione dell'incontro di Segunda División B perso 3-0 contro il Tudelano.
Il 18 febbraio 2019 fa ritorno negli Stati Uniti firmando con il Los Angeles FC.
Il 12 dicembre 2021 passa al neo ammesso club di MLS, lo Charlotte FC, per 50.000 dollari.

## Statistiche
Statistiche aggiornate al 29 maggio 2021.

### Presenze e reti nei club
| Stagione               | Squadra                | Campionato             | Campionato | Campionato | Coppe nazionali | Coppe nazionali | Coppe nazionali | Coppe continentali | Coppe continentali | Coppe continentali | Altre coppe | Altre coppe | Altre coppe | Totale | Totale | Totale |
| Stagione               | Squadra                | Comp                   | Pres       | Reti       | Comp            | Pres            | Reti            | Comp               | Pres               | Reti               | Comp        | Pres        | Reti        | Pres   | Reti   |        |
| ---------------------- | ---------------------- | ---------------------- | ---------- | ---------- | --------------- | --------------- | --------------- | ------------------ | ------------------ | ------------------ | ----------- | ----------- | ----------- | ------ | ------ | ------ |
| 2014-2015              | Real Sociedad B        | SDB                    | 2          | -6         |                 | -               | -               |                    | -                  | -                  |             | -           | -           | 2      | -6     |        |
| 2015-2016              | Real Sociedad B        | SDB                    | 14         | -12        |                 | -               | -               |                    | -                  | -                  |             | -           | -           | 14     | -12    |        |
| 2016-2017              | Real Sociedad B        | SDB                    | 21         | -21        |                 | -               | -               |                    | -                  | -                  |             | -           | -           | 21     | -21    |        |
| 2018-2019              | Real Sociedad B        | SDB                    | 1          | 0          |                 | -               | -               |                    | -                  | -                  |             | -           | -           | 1      | 0      |        |
| Totale Real Sociedad B | Totale Real Sociedad B | Totale Real Sociedad B | 38         | -39        |                 | -               | -               |                    | -                  | -                  |             | -           | -           | 38     | -39    |        |
| 2019                   | Los Angeles FC         | MLS                    | 6          | -9         | USCup           | 3               | -2              |                    | -                  | -                  |             | -           | -           | 9      | -11    |        |
| 2020                   | Los Angeles FC         | MLS                    | 15         | -26        |                 | -               | -               | CCL                | 0                  | 0                  |             | -           | -           | 15     | -26    |        |
| 2021                   | Los Angeles FC         | MLS                    | 7          | -9         |                 | -               | -               |                    | -                  | -                  |             | -           | -           | 7      | -9     |        |
| Totale Los Angeles FC  | Totale Los Angeles FC  | Totale Los Angeles FC  | 28         | -44        |                 | 3               | -2              |                    | 0                  | 0                  |             | -           | -           | 31     | -46    |        |
| Totale carriera        | Totale carriera        | Totale carriera        | 65         | -83        |                 | 3               | -2              |                    | 0                  | 0                  |             | -           | -           | 68     | -85    |        |